# Hold Up
"Hold Up" é uma canção da cantora estadunidense Beyoncé, contida em seu sexto álbum de estúdio Lemonade. Foi composta e produzida por Beyoncé em conjunto com Diplo e Ezra Koenig, com escrita adicional por Emile Haynie, Joshua Tillman, Uzoechi Emenike e Sean "Melo-X" Rhoden. Por conter demonstrações de "Can't Get Used to Love You", de Andy Williams, "Maps", de Yeah Yeah Yeahs, e interpolações de "Turn My Swag On", de Soulja Boy, outros compositores são creditados, nomeadamente Doc Pomus, Mort Shuman, DeAndre Way, Antonio Randolph, Kelvin McConnell, Brian Chase, Karen Orzolek, Nick Zinner. A faixa foi enviada para rádios mainstream alemãs e britânicas em 12 de maio de 2016, através das gravadoras Parkwood e Columbia, servindo como o terceiro single do disco.

## Faixas e formatos
| Download digital |           |         |  |
| N.º              | Título    | Duração |  |
| 1.               | "Hold Up" | 3:41    |  |

## Desempenho nas tabelas musicais

### Posições
| Tabela musical (2016)                                  | Melhor posição |
| ------------------------------------------------------ | -------------- |
| Austrália (ARIA Charts)                                | 25             |
| Austrália Urban Singles                                | 2              |
| Canadá (Canadian Hot 100)                              | 37             |
| Dinamarca Digital Songs                                | 3              |
| Estados Unidos (Billboard Hot 100)                     | 13             |
| Estados Unidos (Top R&B/Hip-Hop Songs)                 | 6              |
| França (Syndicat National de l'Édition Phonographique) | 14             |
| Hungria (Magyar Hanglemezkiadók Szövetsége)            | 24             |
| Irlanda (IRMA Singles Chart)                           | 52             |
| Nova Zelândia Digital songs                            | 1              |
| Suécia (Sverigetopplistan)                             | 20             |
| Reino Unido (UK Singles Chart)                         | 11             |
| Reino Unido (UK R&B Singles Chart)                     | 3              |

## Créditos
Todo o processo de elaboração de "Hold Up" atribui os seguintes créditos:
Gravação
- Gravada nos Record Plant Studios (Los Angeles, Califórnia) e nos Mad Decent Studios (Burbank, Califórnia)
- Mixada nos Pacifique Recording Studios (North Hollywood, Califórnia)
- Masterizada nos Pacifique Recording Studios (North Hollywood, Califórnia)
- Publicada pela Songs Music Publishing, LLC (ASCAP) em nome das empresas I Like Turtles Music, Neon Reggae Co-Op City, WB Music Corp. (ASCAP) e Oakland 13 Music (ASCAP)
- Todos os direitos administrados pela WB Music Corp. em nome das seguintes empresas: Oakland 13 Music, Universal Music Corp./HeavyCrate Publishing (ASCAP), Sugar Pop Meow Meow (ASCAP), Warner/Chappell Music Ltd. (PRS), MeloXtra Publishing (BMI), Unichappell Music, Inc. (BMI) e 456 Music Associates

Créditos de demonstração
- Contém elementos de "Can't Get Used to Losing You", escrita por Doc Pomus e Mort Shuman e cantada por Andy Williams
- Apresenta porções de "Turn My Swag On", escrita por DeAndre Way, Antonio Randolph e Kelvin McConnell e interpretada por Soulja Boy
- Possui elementos de "Maps", escrita por Brian Chase, Karen Orzolek e Nick Zinner e interpretada por Yeah Yeah Yeahs
- Direitos administrados pelas seguintes empresas: Unichappell Music, Inc. (BMI), Soulja Boy Tell 'Em Music (BMI), EMI Blackwood Music Inc./Disaster Publishing/Big-N-Mage Publishing (BMI), Chrysalis Music Ltd/BMG Blue (BMI) e BMG Rights Management LLC

Produção
| - Beyoncé: composição, produção, produção vocal - Diplo: composição, produção, programação de percussão - Ezra Koenig: composição, produção - Emile Haynie: composição - Joshua Tillman: composição - Uzoechi Emenike: composição - Sean Rhoden "Melo-X": composição, vocalista de apoio - Doc Pomus: composição - Morth Schuman: composição - DeAndre Way: composição - Antonio Randolph: composição | - Kelvin McConnell: composição - Brian Chase: composição - Karen Orzolek: composição - Nick Zinner: composição - Jr Blender: guitarra, programação de percussão - Stuart White: mixagem, gravação - Jon Shacter: assistência de mixagem, assistência de gravação - Ramon Rivas: engenharia - John Cranfield: assistência de engenharia de mixagem - Arthur Chambazyan: assistência de mixagem - Dave Kutch: masterização |

## Histórico de lançamento
| País           | Data                 | Formato           | Gravadora          |
| -------------- | -------------------- | ----------------- | ------------------ |
| Alemanha       | 12 de maio de 2016   | Rádios mainstream | Sony               |
| Reino Unido    | 12 de maio de 2016   | Rádios mainstream | Columbia           |
| Itália         | 27 de maio de 2016   | Rádios mainstream | Sony               |
| Estados Unidos | 16 de agosto de 2016 | Rádios rhythmic   | Parkwood, Columbia |
| Estados Unidos | 16 de agosto de 2016 | Rádios urban      | Parkwood, Columbia |